# Jamaica Beach
Jamaica Beach és una població dels Estats Units a l'estat de Texas. Segons el cens del 2000 tenia 1.075 habitants.

## Demografia
Segons el cens del 2000, Jamaica Beach tenia 1.075 habitants, 483 habitatges, i 303 famílies. La densitat de població era de 576,5 habitants/km².
Dels 483 habitatges en un 25,7% hi vivien nens de menys de 18 anys, en un 52,8% hi vivien parelles casades, en un 6,8% dones solteres, i en un 37,1% no eren unitats familiars. En el 27,3% dels habitatges hi vivien persones soles el 7,7% de les quals corresponia a persones de 65 anys o més que vivien soles. El nombre mitjà de persones vivint en cada habitatge era de 2,23 i el nombre mitjà de persones que vivien en cada família era de 2,74.
Per edats la població es repartia de la següent manera: un 20,3% tenia menys de 18 anys, un 4,9% entre 18 i 24, un 31,9% entre 25 i 44, un 28,4% de 45 a 60 i un 14,5% 65 anys o més.
L'edat mediana era de 42 anys. Per cada 100 dones de 18 o més anys hi havia 99,8 homes.
La renda mediana per habitatge era de 52.045 $ i la renda mediana per família de 66.250 $. Els homes tenien una renda mediana de 42.411 $ mentre que les dones 31.875 $. La renda per capita de la població era de 30.943 $. Aproximadament el 5,7% de les famílies i el 7,3% de la població estaven per davall del llindar de pobresa.

## Poblacions més properes
El següent diagrama mostra les poblacions més properes.